# Al-Awakir
De Al-Awakir of Alawakir zijn een Arabische stam in Libië. De stam is het meest bekend in de stad Al Bayda, wat letterlijk 'wit' betekent. In diezelfde stad is de Sanussiyah-clan ontstaan. Van hieruit vond de opstand plaats tegen Moammar al-Qadhafi in 2011. 
De stam was een hoofdrolspeler in de oppositie tegen zowel de Ottomaanse als de Italiaanse koloniale overheersing. Ze hebben voor een lange tijd onderdeel gevormd van de Libische politiek, zowel tijdens de koninklijke periode als onder Al-Qadhafi.